# Stazione meteorologica di Monselice
La stazione meteorologica di Monselice è la stazione meteorologica di riferimento relativa alla località di Monselice.

## Coordinate geografiche
La stazione meteorologica si trova nell'area climatica dell'Italia nord-orientale, nel Veneto, in provincia di Padova, nel comune di Monselice, a 9 metri s.l.m. e alle coordinate geografiche 45°15′N 11°45′E.

## Dati climatologici
In base alla media trentennale di riferimento 1961-1990, la temperatura media del mese più freddo, gennaio, si attesta a +1,7 °C, quella del mese più caldo, luglio, è di +23,8 °C .
| Monselice          | Mesi | Mesi | Mesi | Mesi | Mesi | Mesi | Mesi | Mesi | Mesi | Mesi | Mesi | Mesi | Stagioni | Stagioni | Stagioni | Stagioni | Anno |
| Monselice          | Gen  | Feb  | Mar  | Apr  | Mag  | Giu  | Lug  | Ago  | Set  | Ott  | Nov  | Dic  | Inv      | Pri      | Est      | Aut      | Anno |
| ------------------ | ---- | ---- | ---- | ---- | ---- | ---- | ---- | ---- | ---- | ---- | ---- | ---- | -------- | -------- | -------- | -------- | ---- |
| T. max. media (°C) | 5,1  | 8,2  | 12,2 | 17,5 | 21,7 | 27,2 | 29,5 | 29,0 | 24,6 | 18,3 | 11,5 | 6,6  | 6,6      | 17,1     | 28,6     | 18,1     | 17,6 |
| T. min. media (°C) | −1,7 | 0,1  | 3,4  | 7,7  | 11,7 | 15,6 | 18,1 | 17,0 | 14,0 | 9,8  | 4,2  | 0,5  | −0,4     | 7,6      | 16,9     | 9,3      | 8,4  |